# Leon Draisaitl
Leon Draisaitl (Colonia, 27 ottobre 1995) è un hockeista su ghiaccio tedesco.

## Palmarès
Hart Memorial Trophy
- 2019-20

Art Ross Trophy
- 2019-20

Ted Lindsay Award
- 2019-20

### World Cup
- 1 medaglia (con il team Europa):
  - 1 argento (Toronto 2016)